# あなたがいるなら
「あなたがいるなら(If You're Here)」は、CORNELIUS（小山田圭吾）が2017年にリリースした、7インチレコードである。ジャケットは小山田の叔父にあたる中林忠良によるもの。A面は33rpm、B面は45rpm。
ピッチフォーク・メディアからベスト・ニュートラックを獲得している。

## 収録曲
A面
1. あなたがいるなら(If You're Here)
  - 作詞： 坂本慎太郎　作曲・編曲： 小山田圭吾

B面
1. Helix / Spiral
  - 作詞・作曲・編曲： 小山田圭吾